# Borough of Harrogate
Harrogate [ˈhærəgət] war ein Verwaltungsbezirk mit dem Status eines Borough in der Grafschaft North Yorkshire in England. Verwaltungssitz war die gleichnamige Stadt Harrogate. Weitere bedeutende Orte sind Boroughbridge, Knaresborough, Pateley Bridge, Ripon und Wath-upon-Dearne.
Der Bezirk wurde am 1. April 1974 gebildet und entstand aus der Fusion verschiedener Gebietskörperschaften zweier Verwaltungsgrafschaften: Im North Riding of Yorkshire waren dies die Urban Districts Masham und Wath und ein Teil des Rural District Thirsk; im West Riding of Yorkshire waren dies der Borough Harrogate, die City Ripon, der Urban District Knaresborough, die Rural Districts Nidderdale und Ripon and Pateley Bridge sowie Teile der Rural Districts Wetherby und Wharfedale.
Am 1. April 1996 wurden folgende Dörfer abgetrennt und der neu gebildeten Unitary Authority der Stadt York hinzugefügt: Nether Poppleton, Upper Poppleton, Hessay und Rufforth.
Koordinaten: 54° 0′ N, 1° 32′ W